# Lamalou
Der Lamalou ist ein kleiner Fluss im Süden von Frankreich, der im Département Hérault der Region Okzitanien nordwestlich der Stadt Montpellier verläuft.

## Geografie

### Verlauf
Der Lamalou entspringt im Gemeindegebiet von Rouet, entwässert mit vielen Richtungsänderungen generell nach Westen und mündet nach insgesamt rund 16 Kilometern an der Gemeindegrenze von Saint-Martin-de-Londres und Brissac als linker Nebenfluss im Rückstau einer Wehranlage bei Causse-de-la-Selle in den Hérault. Im Oberlauf passiert der Lamalou den Flugplatz Aerodrome de Saint-Martin des Londres.

### Orte am Fluss
(Reihenfolge in Fließrichtung)
- Lamalou, Gemeinde Rouet
- Gabriac, Gemeinde Mas-de-Londres
- Biranques, Gemeinde Notre-Dame-de-Londres
- La Fressinède, Gemeinde Mas-de-Londres
- La Garde, Gemeinde Notre-Dame-de-Londres
- Mas de Lamalou, Gemeinde Brissac
- La Cayla, Gemeinde Saint-Martin-de-Londres

## Sehenswürdigkeiten
- Dolmen von Lamalou, Megalithanlage aus der Jungsteinzeit knapp neben der Flussquelle – Monument historique[4]
- Der Ravin des Arcs ist eine schmale Schlucht in den Gemeinden Notre-Dame-de-Londres und Saint-Martin-de-Londres. Sie besteht aus natürlichen Steinbögen, Felstöpfen und Wasserfällen, die vom Lamalou-Fluss durch Erosion erzeugt wurden.

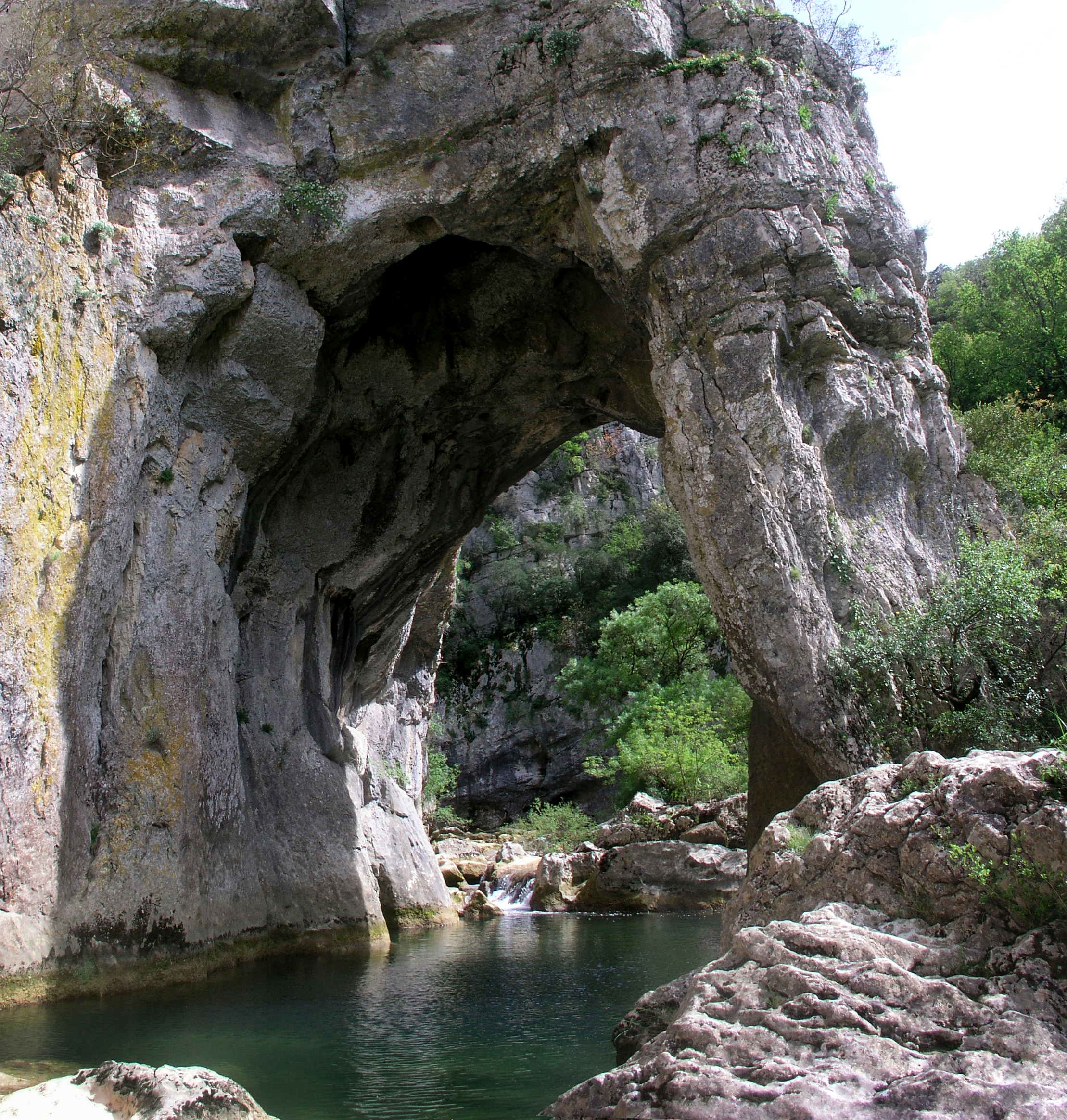
Ravin des Arcs 1
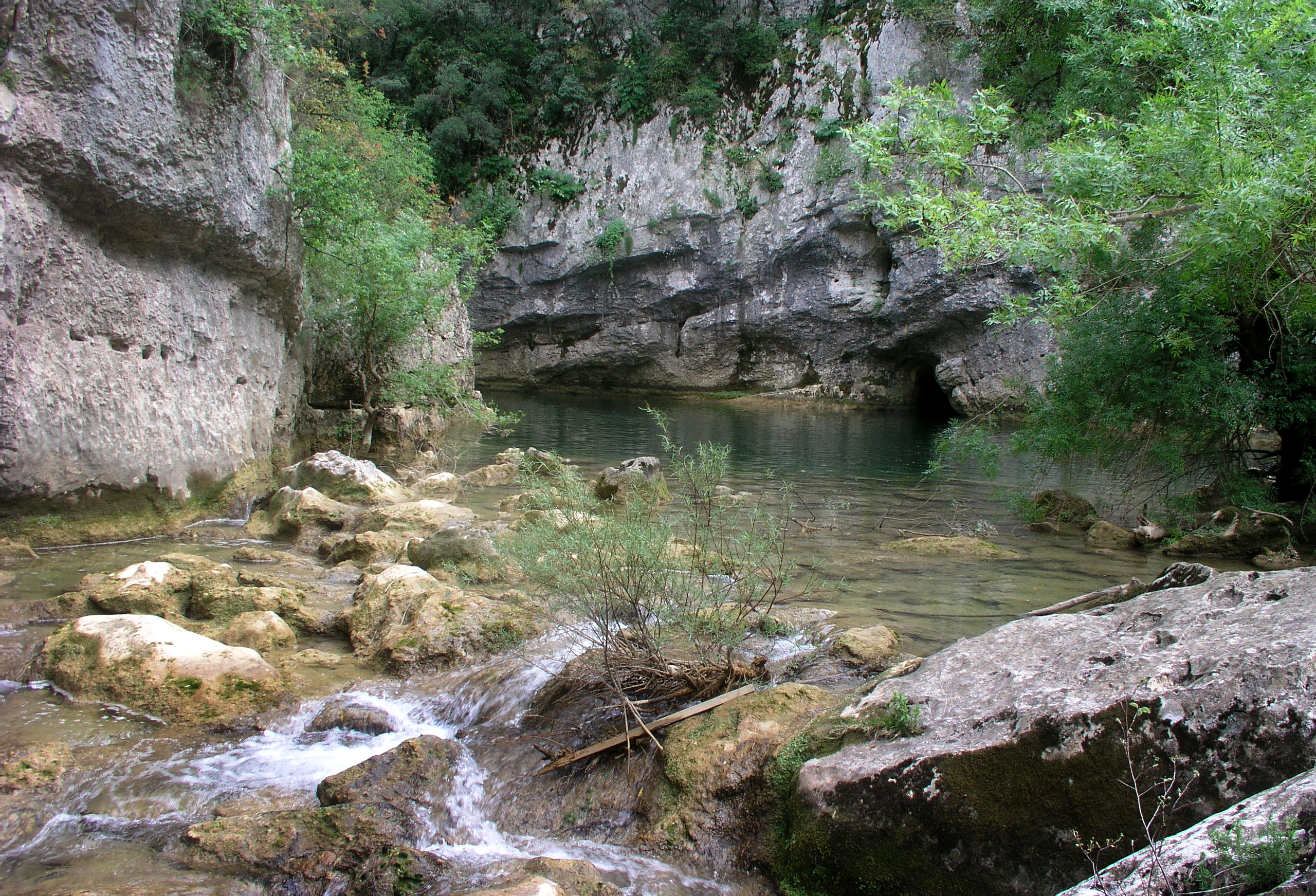
Ravin des Arcs 2